# 듣고 쓰고 친해지는 DS 영어 삼매경

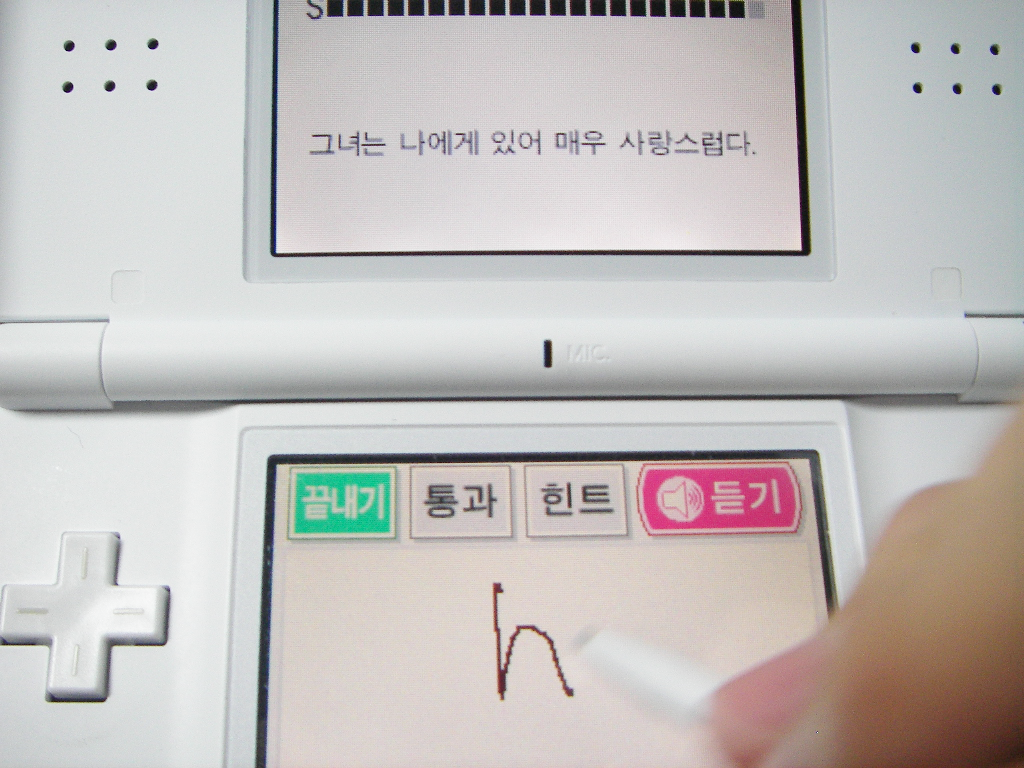
DS 영어 삼매경으로 ‘Dictation(받아쓰기)’중인 모습

듣고 쓰고 친해지는 DS 영어 삼매경(일본어: 英語が苦手な大人のDSトレーニング えいご漬け)은 닌텐도 DS용으로 개발된 사용자의 영어 학습을 목적으로 한 교육용 게임이다. 일본에서는 2006년 1월 26일, 유럽에서는 2006년 10월 27일에 발매되었다. 대한민국에서는 2007년 1월 18일 발매되었으며, 판매되는 가격은 33,000원이다.

## 구성
DS 영어 삼매경은 Dictation(받아쓰기)를 위주로 한 교육용 소프트웨어로, 소프트웨어에서 문장 또는 단어를 들려주면, 윗쪽 화면에 표시된 빠져있는 철자를 보고 사용자는 아래쪽 화면에서 터치펜을 이용하여 터치 스크린에 직접 철자를 하나하나씩 써서 쓰는 방법이다.
처음에는 낮은 단계에서 시작해 차차 진행될수록 높은 단계로 올라가는 방식으로 (예:워밍업에서 Level 1, Level 2, Level 3, Level 4, Level 5, Level 6, 전치사, 숙어, 칭찬어구), 단계가 올라갈수록 어려워진다. 매번 트레이닝을 하면 하루에 한 번 달력에 도장을 찍을 수 있다. 출제되었던 문제를 반복해서 연습할 수도 있으며, 다시 풀고 싶은 문제에는 체크 마크를 사용하여 표시해둘 수도 있다. 또한 단어나 문장을 계속해서 반복 청취도 가능하다. 트레이닝에서는 파랑색은 주어, 빨강색은 술어 (서술어·동사), 초록색은 목적어, 노랑색은 보어, 회색은 보충정보인 SVOCM 형식이다.
DS 영어 삼매경에는 미니게임도 있는데, 역시 받아쓰기와 밀접한 관련이 있다. 영어 단어를 받아써서 주자의 속도를 유지하고 골인해야 하는 목표를 가진 '받아쓰기 마라톤', 받아쓰기를 최대한 잘 하여서 생쥐로부터 치즈를 지켜야 하는 '생쥐잡기 받아쓰기', 단어의 한국어 번역문을 읽고 영어 단어를 써 나가는 '크로스워드 퍼즐' 총 5가지가 있다. (그러나 받아쓰기 마라톤은 '받아쓰기 단축마라톤'과 '받아쓰기 마라톤', 생쥐잡기 받아쓰기는 '생쥐잡기 받아쓰기'와 '생쥐잡기 받아쓰기 HARD로 구분된다.)
이러한 요소 외에도 트레이닝 도중 가끔씩 '깜짝' 이벤트가 등장한다. 영어 문장을 듣고 지시에 따라 그림을 그리는 게임 (영어 듣고 그림 그리기), 영어를 직접 발음해 보고 원어민 발음과 비교할 수 있는 발음 트레이닝, 원 포인트 레슨, 바바라 배트의 깐깐한 받아쓰기 기능 등 며칠에 한 번 다양한 이벤트가 등장한다.
하나의 패키지에 4개의 개인별 데이터를 저장할 수 있으며, 닌텐도 DS의 통신 기능을 이용하여 상대방의 닌텐도 DS로 체험판을 전송할 수 있으며, DS 카드 1개로 최대 8명까지 영어단어 테스트 또는 받아쓰기 레이스 기능으로 대전할 수 있는 기능을 갖추고 있다.

## DS 시리즈
- 살아있는 영어로 강해지는 실전! DS 영어 삼매경